# Маунтин-Пасс (месторождение)
Маунтин-Пасс (англ. Mountain Pass rare earth mine) — месторождение редкоземельных металлов открытой добычи на немуниципальной территории Маунтин-Пасс (округ Сан-Бернардино, Калифорния). Принадлежит компании MP Materials. Было крупнейшим в мире по добыче редкоземельных металлов в 1960—1980 годах. В настоящее время (2019) после серии остановок и банкротств добыча восстановлена.

## Геология
Отложения Маунтин-Пасс представляют собой включения докембрийского карбонатита в гнейсе и имеют возраст 1,4 млрд лет. Содержат от 8 до 12% редкоземельных оксидов, в основном в виде бастнезита  Сопровождающие породы: кальцит, барит и доломит. Маунтин-Пасс является крупнейшим месторождением бастнезита с исключительно высоким его содержанием в породе.
На месторождении добывали следующие металлы:
- Церий
- Лантан
- Неодим[4]
- Европий

В 2008 году залежи оценивались в 20 млн тонн руды с содержанием редкоземельных оксидов 5% и выше (среднее содержание - 8,9%).